# Oxynoemacheilus pindus
Oxynoemacheilus pindus är en fiskart som först beskrevs av Economidis 2005.  Oxynoemacheilus pindus ingår i släktet Oxynoemacheilus och familjen grönlingsfiskar. IUCN kategoriserar arten globalt som sårbar. Inga underarter finns listade i Catalogue of Life.